# 聖克魯斯巴蘭亞
14°41′N 90°55′W / 14.683°N 90.917°W
聖克魯斯巴蘭亞（西班牙語：Santa Cruz Balanyá），是危地馬拉的城鎮，位於該國中部，由奇馬爾特南戈省負責管轄，面積40平方公里，海拔高度2,010米，2002年人口6,504，人口密度每平方公里162.6人。